# Знаменське сільське поселення (Троїцько-Печорський район)
Зна́менське сільське поселення (рос. Знаменское сельское поселение) — муніципальне утворення у складі Троїцько-Печорського району Республіки Комі, Росія. Адміністративний центр — селище Знаменка.

## Населення
Населення — 256 осіб (2017, 306 у 2010, 433 у 2002, 890 у 1989).

## Склад
До складу поселення входять такі населені пункти:
| Населений пункт  | Населення, осіб (1989) | Населення, осіб (2002) | Населення, осіб (2010) |
| ---------------- | ---------------------- | ---------------------- | ---------------------- |
| Знаменка, селище | 845                    | 413                    | 291                    |
| Мамиль, присілок | 45                     | 20                     | 15                     |